# Ecitonidia wheeleri
Ecitonidia wheeleri är en skalbaggsart som beskrevs av Erich Wasmann 1900. Ecitonidia wheeleri ingår i släktet Ecitonidia och familjen kortvingar. Inga underarter finns listade i Catalogue of Life.